# Igor Khenkin
Igor Borissovitch Khenkine ou Khenkin (en russe : Хенкин, Игорь Борисович) est un joueur d'échecs allemand d'origine russe né le 21 mars 1968 à Vladimir. Grand maître international depuis 1992, il a remporté le championnat d'Allemagne en 2011 et le tournoi de Hastings 2013-2014.
Au 1er octobre 2016, il est le 19e joueur allemand avec un classement Elo de 2 563.

## Biographie
Né en Russie, Khenkin a représenté la fédération soviétique puis la fédération russe jusqu'en 1992. Il fut membre de la fédération israélienne de 1993 à 1997. En 1996, il s'installa en Allemagne, puis, à la suite de désaccords avec la fédération israélienne, fut affilié à nouveau à la fédération russe en 1998. Depuis 1999, il est rattaché  à la fédération allemande.

## Champion d'Allemagne
Khenkin a participé à cinq championnats d'Allemagne. Il fut cinquième en 2005, quatrième en 2006, deuxième en 2010 et 2012 et vainqueur au départage en 2011.

## Compétitions par équipe
Khenkin a représenté l'Allemagne lors de deux olympiades (en 2005 et 2012 au deuxième échiquier), lors de deux championnats d'Europe par équipe (en 2009 et 2013). Lors du championnat du monde d'échecs par équipe de 2013, il jouait au premier échiquier et l'Allemagne finit septième sur dix équipes.

## Palmarès dans les tournois internationaux
Khenkin a remporté les tournois de :
- Budapest (tournoi Cansys) en 1991 ;
- Tel Aviv en 1992 (ex æquo avec Ilya Smirin) ;
- Copenhague (coupe Politiken) en 1993 (ex æquo avec Emms et Danielsen) ;
- l'open de Genève en 1994, 1996[3], 1998[4], 2002, 2003, 2007  2009[5] 2010[6], 2011 (1er-5e)[7] ;
- Weilbourg en 1995 ;
- Koszalin (festival MK Cafe) en Pologne en 1997, avec 8 points sur 10[8] ;
- Stockholm (Rilton Cup) en 1998 ;
- l'open de Padoue en 1998[9] ;
- l'open de Haarlem en Hollande (tournoi AKN) en juillet 2000[10] ;
- Recklinghausen 2001[11] ;
- l'open de Bratto en 2001[12] ;
- Saint-Domingue en 2002, seul vainqueur avec 7,5 points sur 9 devant Svidler, Fridman, Volkov, Nakamura, Bologan, Short, Moïssenko (142 joueurs)[13] ;
- l'open bavarois de Bad Wiessee en 2002[14] ;
- l'open d'Andorre en 2004 et 2006[15] ;
- Bad Hombourg en 2006[16] ;
- le tournoi fermé de Genève en janvier 2007[17]
- le tournoi de Hastings en 2013-2014.

Khenkin fut deuxième de l'open de New York en mai 2000, du tournoi d'échecs de Reggio Emilia en 1999-2000 et 2006-2007. 
Il finit deuxième du mémorial Capablanca de La Havane en 2008.

## Participation au championnat du monde
Igor Khenkin a participé au championnat du monde de la Fédération internationale des échecs 2001-2002. Il fut éliminé au deuxième tour par Rustam Qosimjonov après avoir battu Karen Asrian au premier tour.